# Comite d'acçao do Union Nacional Cabindesa
Comite d'acçao do Union Nacional Cabindesa (CAUNC, Aktionsgruppen för Cabindas nationella samling) var en angolansk motståndsrörelse mot den portugisiska ockupationsmakten i provinsen Cabinda under 1960-talet.
1963 gick man samman med två andra motståndsrörelser och bildade FLEC.